# غابة شيروود
غابة شيروود هي غابه تعد من أشهر الغابات الإنجليزية وتقع في مدينة نوتنغهام.

## الغابةوروبن هود
وتعتبر من أشهر معالم هذا مدينة لان كان يعيش فيها روبن هود واصدقائه و يعد روبن هود من أشهر شخصيات العالم وكان يعشقه الفقراء لان كان يسرق من الاغنياء و يعطي إلى فقراء و يلقبونه ببطل الفقراء و كان معارض للحروب التي كانت في زمنه لانها كانت تقتل الابرياء و الفقراء وكان يحارب الظلم و الاستبداد الذي كان يحصل في زمنه.